# Liberman Agámez
Liberman Agámez (ur. 15 lutego 1985) – kolumbijski siatkarz, reprezentant kraju, grający na pozycji atakującego. 

## Sukcesy
Puchar Top Teams:
- 2006

Liga grecka:
- 2006
- 2007, 2008, 2009, 2010, 2017

Superpuchar Grecji:
- 2006

Puchar Grecji:
- 2008, 2010, 2017

Puchar CEV:
- 2009

Puchar Turcji:
- 2011

Puchar Challenge:
- 2011

Memoriał Zdzisława Ambroziaka:
- 2012

Liga turecka:
- 2013
- 2011, 2012

Liga południowokoreańska:
- 2014
- 2019

Puchar Ligi Greckiej:
- 2017

Liga portugalska:
- 2018

## Nagrody indywidualne
- 2008: MVP Pucharu Grecji
- 2009: MVP i najlepszy punktujący turnieju Pucharu CEV
- 2011: MVP turnieju Pucharu Challenge
- 2011: Najlepszy punktujący ligi tureckiej Aroma 1. Lig w sezonie 2010/2011
- 2012: Najlepszy atakujący Memoriału Zdzisława Ambroziaka
- 2013: MVP, najlepszy punktujący i atakujący ligi tureckiej Aroma 1. Lig w sezonie 2012/2013
- 2021: Najlepszy atakujący Mistrzostw Ameryki Południowej